# Fernando Schüler
Fernando Luís Schüler (Porto Alegre) é um filósofo, professor universitário, articulista, cientista político e consultor de empresas e organizações civis nas áreas de cultura e ciências políticas. Schuler foi Secretário de Estado da Justiça e do Desenvolvimento Social do Rio Grande do Sul e atualmente é professor do Insper, no Rio de Janeiro. Schuler ainda é colunista do Estadão, e da Folha de S.Paulo. Schuler recebeu menção honrosa no Prêmio ANPOF para melhor tese em filosofia do País. Em 2017 recebeu o Troféu Liberdade de Imprensa, concedido pela Revista e Portal IMPRENSA.
Schuler é curador do projeto Fronteiras do Pensamento, que promove debates com pensadores internacionais a fim de abordar temáticas contemporâneas.

## Livros
- Brasil contemporâneo: crônicas de um país incógnito - Fernando Schuler e Gunter Axt (2006) - ISBN 978-8574211381
- Intérpretes do Brasil - Fernando Schuler e Edgar Decca  (2007) - ISBN 978-8589344388
- Pensar o Contemporâneo - Série Fronteiras do Pensamento - Fernando Luís Schüler e‎ Eduardo Wolf (2013) ISBN 978-8560171552
- 21 Ideias do Fronteiras do Pensamento para Compreender o Mundo Atual - Fernando Schüler  e Eduardo Wolf (2017) ISBN 8560171991